# Ingeborg Stelzl
Ingeborg Stelzl (* 9. September 1944 in Wien) ist eine österreichische Psychologin.

Nach ihrem Studium der Psychologie, Philosophie und Physik an den Universitäten Graz (1962–1967) und Wien (Wintersemester 1963/64) wurde sie 1967 zum Dr. phil. promoviert. Sie lehrte bis zu ihrem Ruhestand als Professorin in der Arbeitsgruppe Methodenlehre am Fachbereich Psychologie der Philipps-Universität Marburg. 
Arbeitsschwerpunkte bildeten Methodenkritik und Strukturgleichungsmodelle. Sie war darüber hinaus dort auch Dekanin des Fachbereichs Psychologie.

## Schriften (Auswahl)
- Merz, F. & Stelzl, I. (1977). Einführung in die Erbpsychologie. Stuttgart, Berlin, Köln, Mainz: Kohlhammer
- Stelzl, I. (1982). Fehler und Fallen der Statistik. Bern: Hans Huber. Reprint herausgegeben 2005 von Detlef H. Rost in Münster: Waxmann.
- Tent, L. & Stelzl, I. (1991). Pädagogisch-psychologische Diagnostik. Band 1: Theoretische und methodische Grundlagen. Göttingen: Hogrefe.
- Stelzl, I. (2000). What sample sizes are needed to get correct significance levels for log-linear models?-A Monte Carlo Study using the SPSS-procedure" Hiloglinear. MPR-online. 5.
- Stelzl, I. (2003). Behavioral genetics go far beyond heritability estimates –: A reply to Velden. Swiss Journal of Psychology – SWISS J PSYCHOLOGY. 62. 11-13. 10.1024//1421-0185.62.1.11.